# Edward Elgar Publishing
Edward Elgar Publishing es una editorial británica de libros y revistas científicas con sede en Cheltenham. Fundada en 1986, es de gestión familiar. Otra ubicación está en Northampton, Massachusetts.  El programa editorial incluye más de 4.500 libros con aproximadamente 300 nuevas publicaciones por año  en los campos del derecho y las ciencias sociales, especialmente la economía, incluida la ganadora del Premio Nobel estadounidense Elinor Ostrom. 
El nombre de la editorial proviene de su fundador y no tiene nada que ver con el conocido compositor Edward Elgar.

## Revistas científicas
- Journal of Human Rights and the Environment
- Queen Mary Journal of Intellectual Property
- Review of Keynesian Economics
- Leadership and the Humanities
- European Journal of Economics and Economic Policies